# The Brazen Head

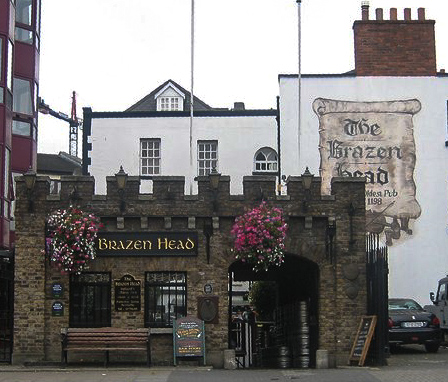
Exterieur

The Brazen Head is een bekende pub in Lower Bridge Street, Dublin, Ierland. Het staat bekend als de oudste pub van Dublin en heeft een geschiedenis die terugvoert naar het jaar 1198. Het werd genoemd in James Joyce's roman Ulysses (1922). In de pub traden beroemde artiesten en bands op, waaronder The Dubliners, Van Morrison, Paolo Nutini en Tom Jones.